# 어스트로노미 & 지오피직스
《천문학 & 천체물리학》(Astronomy & Geophysics, A&G)은 옥스퍼드 대학교 출판부에서 왕립천문학회 (RAS)를 대신하여 발행하는 과학 저널 및 전문 잡지이다. 그것은 천문학자와 지구물리학자들이 관심을 가질 만한 뉴스 보도, 인터뷰, 주제별 평론, 역사적 조사, 부고, 회의 보고 및 RAS 활동에 대한 업데이트 등의 여러 가지 내용을 발표한다. 정규의 기사는 동료평가를 거친다.
A&G는 1997년에 《왕립천문학회 분기별 저널》(Quarterly Journal of the Royal Astronomical Society, QJRAS; 1960-1996)을 좀더 '대중적'으로 대체하기 위해 발간되었는데, 권호의 일련 번호를 QJRAS의 권 번호에 이어서 매기고 있다. 창간시부터 현재까지의 편집자는 리즈 대학교의 수 보울러(Sue Bowler)이다.

## 범위
이 저널은 천문학, 천체물리학, 우주론, 행성과학, 태양-지구 물리학, 지구 및 지역 지구물리학, 그리고 이러한 주제의 역사를 다룬다. 또한 학제 간 연구, 과학 정책, 뉴스, 의견, 서신, 서적 및 소프트웨어 리뷰에 관한 주제별 기사를 게시한다. 사건과 사람, 부고 기사에 대한 왕립 천문 학회 통신도 이 저널의 범위 내에 있다.
또한 《왕립천문학회 분기별 저널》의 전통에 따라 기초 과학 및 과학적 토론에 대한 토론을 게시한다. 저널은 또한 회원, 평의회 및 학회 임원 간의 커뮤니케이션 채널 역할을 한다. 이 저널에 대한 투고는 《왕립천문학회》 회원에게만 제한되지 않는다.

## 초록 작성 및 색인 작업
저널의 초록과 색인 작업은 아래에서 이루어지고 있다.
- 아카데믹 서치 (학술 검색 엘리트 및 학술 검색 프리미어 포함)
- 커런트 컨텐츠 /물리, 화학 및 지구 과학
- 인포트랙
- 기상 및 지구 천체 물리학 초록
- 프로퀘스트 5000
- 과학 인용 색인
- Scopus

2020년 《저널 사이테이션 리포트》(Journal Citation Reports)에 따르면 해당 저널의 임팩트 팩터는 0.549이다.

## 《왕립천문학회 분기별 저널》

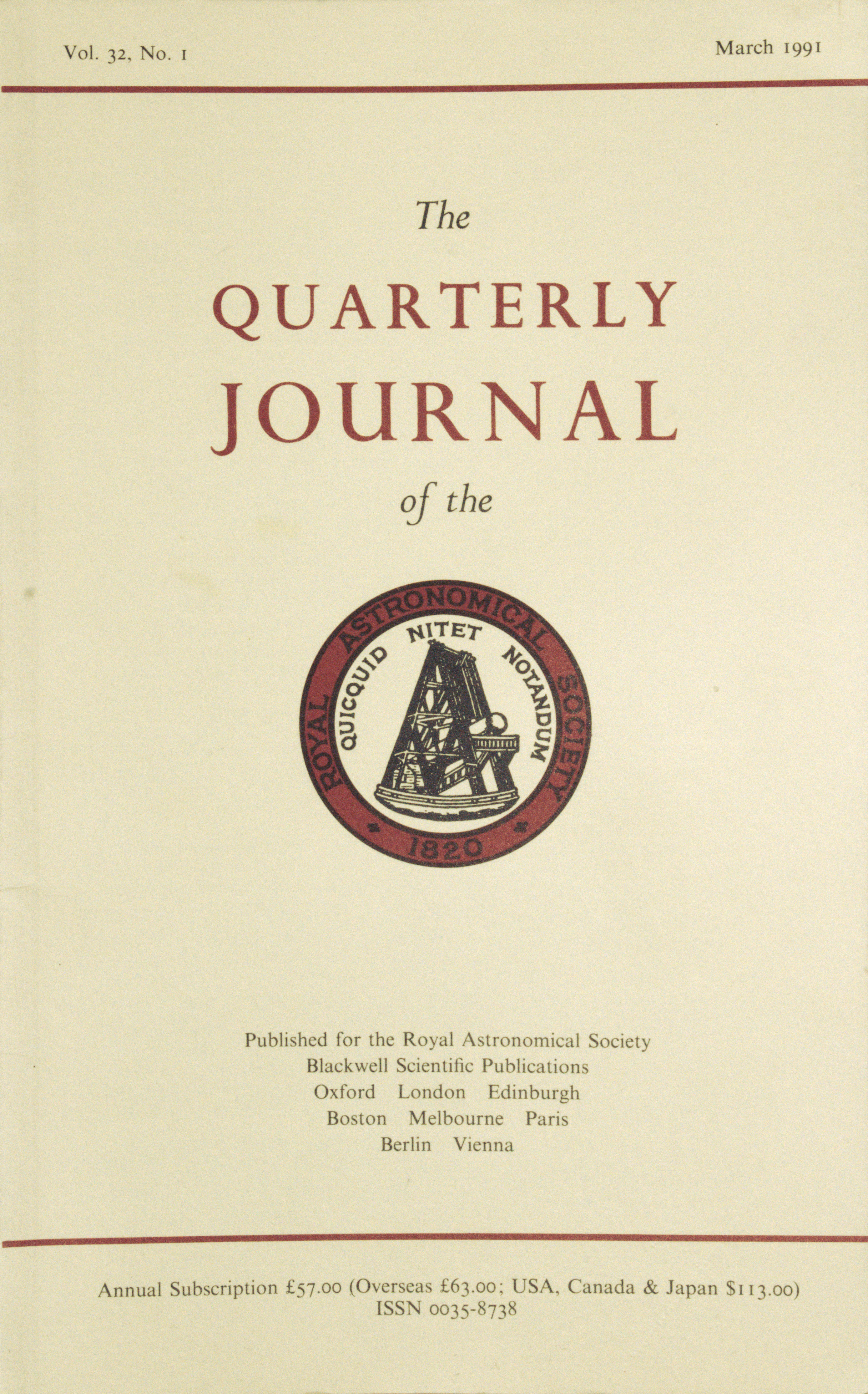
왕립천문학회 분기별 저널의 어떤 판의 표지

《왕립 천문학회 분기별 저널》 (The Quarterly Journal of the Royal Astronomical Society, QJR Astron. Soc,, ISSN 0035-8738 )은 1960년 9월부터 1996년 12월까지 왕립천문학회(Royal Astronomical Society)에서 출판했으며 후기에는 블랙웰 사이언스(Blackwell Science)에서 제작했는데 총 37권이 발행되었다. 이 저널에는 현대 천문학 또는 지구 물리학을 검토하는 기사, 연구 주제에 대한 토론, 회의 보고서, 과학사에 대한 기여, 천문학 연구 그룹 및 기관의 보고서가 포함되어 있다. 상세한 과학 연구 논문은 상대적으로 적게 강조 되었는데, 이러한 연구논문은 대신에 학회의 《월간공지》 (Monthly Notices, ISSN 0308-3322 )에 게재되었다.
1960년 이전에 왕립천문학회는 연구 논문과 함께 《월간공지》에 활동 절차를 게시했으며, 가끔 《수시메모》(Occasional Notes)에 연구 리뷰를 게시했다. 《왕립천문학회 분기별저널》은 1960년에 《월간공지》가 독자적인 연구에 자유롭게 집중할 수 있도록 창간되었으며 《수시메모》는 중단되었다.

### '왕립천문학회 분기별 저널'의 편집자
- 데이비드 드위스트, 1960-1965
- C. 앤드류 머레이, 1965-1970
- A. 잭 메도우스, 1970-1975
- 사이먼 미튼, 1976-1980
- 데이비드 W. 휴즈, 1981-1985
- 조지 HA 콜스, 1986-1991
- 로버트 C. 스미스, 1992-1995
- 데이비드 W. 휴즈, 1996.[11]

### '왕립천문학회 분기별 저널'의 초록 및 색인
'왕립천문학회 분기별 저널'에 대한 종전의 색인은 아래에서 이루어졌다.
- GeoRef
- 국제 항공우주 초록
- 컴퓨터 및 제어 초록
- 전기 및 전자 초록
- 물리학 초록. 과학 초록. 시리즈 A
- 화학 초록

모든 기사는 천체물리학 자료시스템(Astrophysics Data System)에서 초록과 함께 색인이 생성되며 모든 페이지의 스캔이 포함되어 있다. ADS 서지 코드는 QJRAS이다.

## 같이 보기
- 《왕립천문학회 월간 공지》
- 《지구물리학 저널 인터내셔널》